# Ernst Großmann

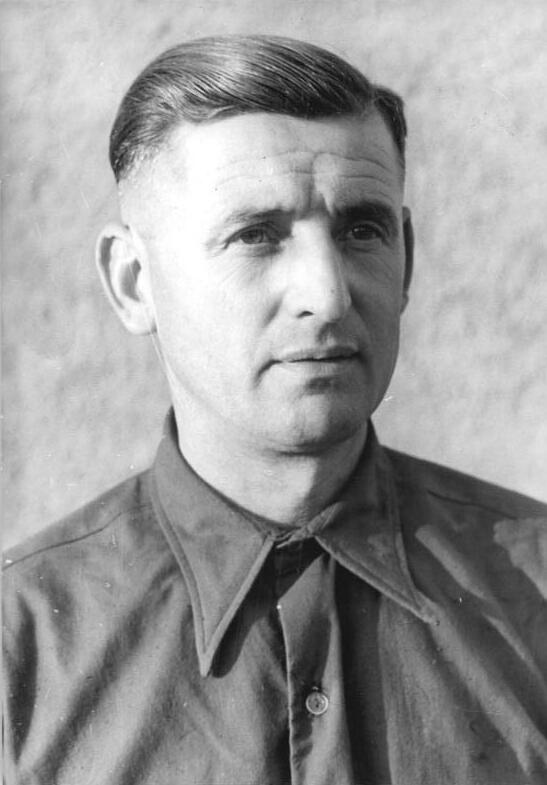
Ernst Großmann (1953)

Ernst Großmann (Mohren, 11 augustus 1911 - Bad Langensalza, 21 februari 1997) was een Duits kampbewaarder die na de Tweede Wereldoorlog carrière maakte in de DDR.
Großmann was een boerenzoon die in 1911 werd geboren in Bohemen, dat destijds tot Oostenrijk-Hongarije hoorde. Na zijn middelbareschooltijd werkte hij in een zuivelfabriek en vervulde hij van 1931 tot 1933 zijn dienstplicht in het Tsjecho-Slowaakse leger. In 1938 werd hij lid van het Sudetendeutsche Freikorps. Na de annexatie van het Sudetenland werd dit Freikorps in de SS geïntegreerd. Als lid van SS-Totenkopf-Standarte V Dietrich Eckhart was Großmann kampbewaarder in het concentratiekamp Sachsenhausen. Zijn hoogste rang was vanaf april 1944 Unterscharführer. Aan het eind van de oorlog werd hij door het Rode Leger krijgsgevangen gemaakt.
Na zijn vrijlating uit krijgsgevangenschap kwam hij op zoek naar zijn familie, die uit Bohemen was verdreven, in Merxleben in Thüringen terecht, waar hij in het kader van de landhervormingen vijf hectare land en wat vee toegewezen kreeg. Vanaf 1946 was hij lid van de SED. Hij was actief binnen de Vereinigung der gegenseitigen Bauernhilfe (VdgB). Op 8 juni 1952 werd in Merxleben de eerste Landwirtschaftliche Produktionsgenossenschaft (LPG; collectieve boerderij) in de DDR opgericht. Großmann werd hier als voorzitter gekozen. Hierna begon een steile partijcarrière en Großmann werd in april 1954 lid van het Centraal Comité van de SED.
In 1958 werd het SS-verleden van Großmann bekend. In april 1959 startte de SED een intern onderzoek en in mei 1959 besloot het Politbureau dat Großmann vanwege zijn grote verdiensten voor de socialistische ontwikkeling van de landbouw niet uit de partij zou worden gezet. Wel werd Großmann uit het Centraal Comité gezet. Hij bleef echter voorzitter van de LPG en lid van de raad van het het Bezirk Erfurt.